# Slag bij Pace's Ferry
De Slag bij Pace's Ferry vond plaats op 5 juli 1864 bij Pace's Ferry, Atlanta, Georgia tijdens de Amerikaanse Burgeroorlog. Eenheden van de Noordelijke generaal-majoor Oliver O. Howard veroverden een belangrijke oversteekplaats over de rivier de Chattahoochee waardoor de Noordelijken hun opmars richting de aanvoerlijnen van Atlanta konden voortzetten.
In de lente en zomer van 1864 rukte William T. Sherman op richting Atlanta terwijl hij verschillende veldslagen uitvocht met het Zuidelijke leger onder leiding van generaal Joseph E. Johnston. Sherman slaagde er telkens opnieuw in om de Zuidelijken te flankeren waardoor Johnston telkens opnieuw gedwongen werd om zijn defensieve stellingen te verlaten. Howards IV Corps zat de terugtrekkende Zuidelijken op de hielen langs de spoorweg Western and Atlantic. De divisie van Thomas J. Wood vormde de voorhoede. Ze ondervonden weinig tegenstand tot ze Vinings Station bereikten. Vanaf dit punt liep een weg in oostelijke richting naar Atlanta die over de rivier de Chattahoochee liep bij Pace’s Ferry. Daar hebben de Zuidelijken een pontonbrug gebouwd. Woods voorhoede botste daar op een Zuidelijke brigade van cavalerie die te voet streed. Deze had zich achter een barricade verschanst op ongeveer 500 meter van het spoorwegstation. Wood kon de Zuidelijken snel verjagen en rukte verder op naar de rivier. Ondanks de Zuidelijke poging om de oversteekplaats te vernietigen, viel het grotendeels in Noordelijke handen.
De Zuidelijken hadden aan de overkant van de rivier een sterke defensieve linie uitgebouwd die Howard niet onmiddellijk aanviel. Hij liet zijn soldaten hun tenten opslaan op het hoger gelegen terrein langs de rivier. Op 8 juli kwamen de pontonbruggen aan. Hij liet zijn soldaten de rivier oversteken en kon zo de vijandelijke stellingen flankeren waardoor de vijand gedwongen werd om zich terug te trekken.